# Für immer Adaline
Für immer Adaline (Originaltitel: The Age of Adaline) ist ein US-amerikanisch-kanadisch, britisches Fantasy-Drama aus dem Jahr 2015 unter der Beteiligung von Indien und Japan. Regie führte Lee Toland Krieger. Die Titelrolle ist mit Blake Lively besetzt, tragende Rollen mit Michiel Huisman, Harrison Ford, Ellen Burstyn, Kathy Baker und Amanda Crew.
Der Kinostart im deutschsprachigen Raum war am 9. Juli 2015.

## Handlung
Die Bibliothekarin Adaline Bowman sichtet einen Karton mit alten Wochenschaufilmen, die digitalisiert werden sollen. Beim Betrachten der Filme erinnert sie sich an ihre eigene Lebensgeschichte. Sie wird am 1. Januar 1908 in San Francisco geboren und lernt später einen Ingenieur kennen und lieben, der am Bau der Golden Gate Bridge beteiligt ist. Das Paar bekommt drei Jahre nach der Hochzeit eine Tochter, die den Namen Flemming erhält. Durch einen tödlichen Unfall auf der Baustelle wird Adaline früh Witwe. Eines Nachts während einer Autofahrt im Jahr 1937 verliert die inzwischen 29-jährige während eines außergewöhnlichen Schneetreibens die Kontrolle über ihren Wagen und stürzt mit dem Fahrzeug in ein kleineres Gewässer. Sie verliert das Bewusstsein und ihr Herz hört im eiskalten Wasser auf zu schlagen. Als ein Blitz in den Teich einschlägt, wird die junge Frau wiederbelebt. Fortan altert Adaline Bowmans Körper nicht mehr.
Für Adaline bedeutet das aber auch, von nun an kein normales Leben mehr führen und nie sesshaft an einem Ort werden zu können. In den fünfziger Jahren wird sie vom FBI verfolgt, kann jedoch fliehen und ihre Spur verwischen. Alle zehn Jahre besorgt sie sich gefälschte Ausweise und eine neue Identität, um unangenehmen Fragen aus dem Weg zu gehen und nicht als Versuchsobjekt im Labor zu enden. Lediglich ihre Tochter Flemming kennt die Geschichte ihrer Mutter. Flemming ist inzwischen selbst schon eine alte Frau und gibt sich in der Öffentlichkeit als Adalines Großmutter aus.
Während einer Silvesterfeier in San Francisco lernt Adaline, sie ist nun 107 Jahre alt und verwendet den Namen Jenny, einen Mann namens Ellis Jones kennen. Zunächst lässt sie ihn mehrfach abblitzen, jedoch bleibt Ellis hartnäckig und es entwickelt sich eine Romanze zwischen beiden. Adaline ist unsicher, da eigentlich wieder ein Umzug ansteht. Schließlich möchte Ellis seine neue Freundin seinen Eltern vorstellen. Sein Vater William Jones erkennt in Jenny seine frühere Freundin Adaline. Mit dieser hatte er vor über 40 Jahren eine Beziehung, die damit endete, dass Adaline ihn ohne Erklärung sitzen ließ, nachdem sie vom Taxi aus gesehen hatte, dass er sie mit einer Verlobungsringschatulle in der Hand erwartete. William spricht sie mit ihrem eigentlichen Namen an. Jenny erklärt jedoch, dass Adaline ihre vor sechs Jahren verstorbene Mutter sei, woraufhin William bestürzt reagiert.
Während sich William an die Zeit mit Adaline erinnert, wird deutlich, dass er sich weiterhin unsicher über die Freundin seines Sohnes ist. Als er eine Narbe an ihrer Hand wiedererkennt, stellt er sie zur Rede. Eingeholt von der Vergangenheit, beschließt Adaline, die Familie und ihren Freund zu verlassen, und fährt mit dem Auto davon. Ellis möchte ihr folgen, wird aber zunächst von seinem Vater aufgehalten. Nach einem kurzen Gespräch zwischen beiden, in dem Ellis deutlich macht, dass er sich ein Leben ohne Adaline nicht vorstellen kann, wirft William ihm die Schlüssel seines Wagens zu und Ellis versucht, Adaline einzuholen.
Adaline gerät in einen Autounfall, als sie sich gerade entschlossen hat, ihr Fahrzeug zu wenden und sich nicht mehr zu verstecken. Bei eisigen Temperaturen hört ihr Herz nach 78 Jahren erneut auf zu schlagen. Ellis findet das Autowrack und versucht Adaline zu reanimieren, jedoch ohne Erfolg. Erst die eintreffenden Sanitäter können Adaline mit Hilfe eines Defibrillators wiederbeleben.
Im Krankenhaus offenbart Adaline Ellis ihre Geschichte. Als Flemming dazu stößt und sich als Adalines Großmutter ausgibt, gibt Adaline ihr zu verstehen, dass Ellis inzwischen Bescheid weiß. Daraufhin umarmt Flemming Ellis voller Herzlichkeit. 
Ein Jahr ist vergangen, Ellis und Adaline sind ein offensichtlich glückliches Paar. An diesem Abend wollen sie auf eine Party. Flemming ist ebenfalls anwesend, sie will sich um den Welpen kümmern, den das Paar sich zugelegt hat. Als Adaline kurz umdreht, um ihre Handtasche zu holen, bemerkt sie an ihrem Spiegelbild ein graues Haar. Sie reißt es aus und antwortet auf Ellis Frage, ob alles in Ordnung sei, alles sei perfekt.

## Hintergrund
Im Jahr 2008 veröffentlichte der junge Nachwuchsdarsteller Anthony Ingruber ein Video auf YouTube, in dem er Szenen aus dem Star-Wars-Film Krieg der Sterne nachstellte, in denen er als Han Solo auftrat, die Figur, die Harrison Ford in dem 1977 erschienenen Film verkörpert hatte. Darin überzeugte Ingruber durch eine erstaunliche Ähnlichkeit mit dem Schauspieler. Nicht nur die Optik überzeugte, auch die Mimik und die Stimme Fords ahmte Ingruber überzeugend nach. In Für immer Adaline hat der junge Mann seinen ersten Spielfilmauftritt als Schauspieler in der Rolle des jungen William Jones, der als älterer William Jones von Harrison Ford verkörpert wird. Der Nachname „Jones“ kann als Anspielung auf Fords Karriere in der Rolle des Archäologen Indiana Jones angesehen werden.

## Synchronisation
Die deutschsprachige Synchronisation wurde von Christa Kistner Synchronproduktion GmbH, Potsdam, unter der Dialogregie von Elke Weber-Moore, übernommen.
| Rolle                     | Darsteller           | Synchronsprecher       |
| ------------------------- | -------------------- | ---------------------- |
| Adaline Bowman            | Blake Lively         | Kaya Marie Möller      |
| Ellis Jones               | Michiel Huisman      | Till Endemann          |
| William Jones             | Harrison Ford        | Wolfgang Pampel        |
| William Jones (jung)      | Anthony Ingruber     | Tim Knauer             |
| Flemming                  | Ellen Burstyn        | Kornelia Boje          |
| Kathy Jones               | Kathy Baker          | Karin Buchholz         |
| Kikki Jones               | Amanda Crew          | Rubina Nath            |
| Regan                     | Lynda Boyd           | Silvia Mißbach         |
| Erzähler                  | Hugh Ross            | Bodo Wolf              |
| Tony                      | Richard Harmon       | Leonhard Mahlich       |
| Cora                      | Anjali Jay           | Dana Friedrich         |
| Kenneth                   | Hiro Kanagawa        | Mathias Kopetzki       |
| Flemming (20 Jahre)       | Cate Richardson      | Lina Rabea Mohr        |
| Dale Davenport            | Chris William Martin | Florian Hoffmann       |
| Finanzberater             | Robert Moloney       | Sven Gerhardt          |
| Ärztin in der Notaufnahme | Grace Chin           | Greta Galisch de Palma |
| FBI-Agent (1950er)        | Aaron Craven         | Thomas Schmuckert      |
| Superintendant            | Toby Levins          | Christoph Banken       |
| Tierarzt                  | Lane Edwards         | Bernd Vollbrecht       |

## Musik
Während Rob Simonsen die Filmmusik schrieb, steuerte Lana Del Rey einen Song mit dem Titel Life Is Beautiful bei. Der Song ist im Trailer des Films zu hören, aber nicht im Soundtrack enthalten. 

## Rezeption

### Veröffentlichung
Im Jahr 2015 wurde der Film in folgenden Ländern veröffentlicht: im April in Belgien, Australien, Neuseeland, Griechenland, Kroatien, Ungarn, Italien, Kuwait, Mazedonien, Russland, Kanada, den Vereinigten Staaten, Portugal, Kolumbien, Serbien und Singapur. Im Mai 2015 sodann in Bulgarien, Estland, Litauen, Lettland, Rumänien, Argentinien, Chile, Peru, im Vereinigten Königreich, in Irland, Mexiko, Taiwan, Polen, auf den Philippinen, in Bahrain, Bolivien, Brasilien, Hongkong, Frankreich (im Internet) und in Israel. Im Juni folgte eine Veröffentlichung in Schweden, in der Türkei, in den Niederlanden, in Vietnam und in Spanien, im September in Frankreich (DVD-Premiere), im Oktober in Südkorea und Japan und im Dezember 2017 in Indien. Zudem wurde der Film in Slowenien und in der Ukraine veröffentlicht.

### Kritik
Der Film erhielt überwiegend positive Kritiken. Insbesondere wurden die schauspielerischen Leistungen gelobt, allen voran die von Harrison Ford, welcher laut Filmstarts seine „beste Darbietung seit vielen Jahren“ abgeliefert habe.
Der Filmdienst sah ein „Märchenhaftes, mit seinen Themen um Liebe und Tod, Vergänglichkeit und Sehnsucht anspruchsvolles und durchaus ergreifendes Drama“, welches sich zunehmend in eine romantische Liebesgeschichte verwandelt. Man kritisierte jedoch, dass die Auseinandersetzung mit der Zeitgeschichte weitgehend ausgespart werde.
Cinema nahm den Film positiv auf. „Während alle Welt von ewiger Jugend träumt, beleuchtet Für immer Adaline die Schattenseiten der Unsterblichkeit.“ So entdeckte man Parallelen zu Nicholas Sparks (Wie ein einziger Tag). Man lobte den „nostalgischen Charme des Films“ und die Unbekümmertheit, welche der Regisseur an den Tag gelegt habe.
Frank Brenner widmete sich dem Film auf der Seite choises Kultur-Kino und meinte, der Film liefere den Anlass, „um eine Reihe philosophischer Betrachtungen über die menschliche Existenz anzustellen“, gleichzeitig sei er „auch ein exzellentes Ausstattungsstück, das die verschiedensten Epochen der amerikanischen Geschichte glaubwürdig wiederauferstehen“ lasse. Kriegers Film gehe „über die Stereotypen anderer romantischer Hollywoodwerke hinaus, lote seine Figuren tiefer aus und entspinn[e] ein nachdenklich stimmendes Szenario über den Sinn des Lebens und die Höhen und Tiefen, die dieses zwangsläufig für einen“ bereithalte.
Auf der Seite Abgeschminkt befasste sich Uwe Kraus mit dem Film, den man auch als Märchen sehen könne, allerdings als „ein sehr zauberhaftes Märchen“ für Erwachsene. Das Erfrischende an Lee Toland Kriegers Inszenierung sei „die Konzentration auf das Wesentliche“. Kraus sprach von „fabelhaften Darstellern, allen voran natürlich die unglaubliche Blake Lively“ und einer „sensiblen Inszenierung“ des Regisseurs. Er habe nicht die unglaubliche Geschichte der Adaline Bowman inszeniert, sondern „seine Handlung auf das Innenleben seiner Figuren fokussiert“. […] „Märchen“ seien „Kindergeschichten, normalerweise“. Sehr selten gelinge es im Kino noch, sein erwachsenes Publikum zu verzaubern. „Adaline Bowman tut es.“
Christian Wittes Meinung zum Film auf der Seite Cereality war gespalten. Er schrieb: „Das Dilemma der Unsterblichkeit: Mit ehrlichem Kitsch muss Blake Lively zugunsten einer ewigen Zukunft der Liebe entsagen.“ Es erfordere „eine Menge Mut, die Prämisse von ‚Für immer Adaline‘ mit einer derartigen Hingabe umzusetzen, wie es Regisseur Lee Toland Krieger“ anstelle. Schließlich sei „die melodramatische Leidensgeschichte der Titelheldin mit einigen fantastischen Risiken verbunden“. Das funktioniere „eher als genüssliche Einfältigkeit“, führe den Zuschauer jedoch „mit Entschiedenheit in einen Film ein, der sich ehrlich seinem Kitsch nähert. Wohl auch deshalb (und aufgrund der vorteilhaft beleuchteten Weiblichkeit) finde man schnell Gefallen an der ewig Junggebliebenen, die ihr Geheimnis bescheiden verlebt und dieses höchstens als Kennerin antiker Informationen“ weitergebe.
James Berardinelli war allerdings der Meinung, dass die Drehbuchautoren keine überzeugende Geschichte erzählt hätten. Es gebe zu viel Zufälle, die gepaart seien mit Vorhersehbarkeit, und auch wichtige Gespräche, außer einem, fänden eher nicht auf der Leinwand statt. Diese Art von Faulheit sei inakzeptabel und führe zu einer starken Unzufriedenheit des Publikums. Der Film stehe auf einem Fundament aus Sand, da die Filmemacher es versäumt hätten, ihn uns als Realität zu verkaufen, was ihre Aufgabe gewesen wäre. Beeindruckt, meinte Berardinelli, sei er von Blake Lively eher in anderen Filmen gewesen. Als 107-Jährige, die in einem viel jüngeren Körper gefangen ist, könne sie jedoch nicht überzeugen. Sie scheine entweder eine 29-jährige oder eine 29-jährige zu sein, die vorgebe, jemand Älteres zu sein. Diese Fehlbesetzung tue dem Film von Anfang an weh und hinzu komme noch, dass die Chemie mit ihren verschiedenen männlichen Gegenparts nicht übereinstimme, sei es mit Anthony Ingruber und Michiel Huisman oder dem älteren Harrison Ford. Letzterer gebe eine seiner besten Leistungen seit Jahren in diesem Film.
Manohla Dargis rezensierte den Film in der New York Times und nannte Blake Livelys Darstellung der Titelfigur eine kläglich unterkonzeptionierte Spielerei. Dargis war ähnlicher Meinung wie Beradinelli hinsichtlich der Schauspielleistung von Lively, deren Besetzung eine unglückliche Wahl sei, da sie in ihrer Rolle als Adaline nur wenig Anzeichen dafür zeige, dass sie zwei Weltkriege, das Weltraumzeitalter, die Beatles, die Erfindung der Pille, die Bürgerrechtsbewegung, Feminismus, Punkrock und vieles mehr erlebt habe. Die von den Filmemachern gewollte Beobachtung, dass die Zeit Adaline schwer belastet habe und ihr zusetze, unterstützt das Drehbuch nicht. Der Regisseur könne zwar gut mit Schauspielern umgehen, was sich insbesondere in einer zurückhaltenden, ungezwungenen Intimität ausdrücke. Der Film zeige zudem einige sehr schöne Darstellerleistungen, darunter die von Michiel Huisman, der den Ellis spielt, das Äquivalent des charmanten modernen Prinzen, und einen berührenden Harrison Ford als William, ein mysteriöser Mann, der der Geschichte Tränen und Kraft zugleich verleihe. Das Beste sei jedoch die unterbeanspruchte Frau Burstyn, die in jeder Szene ein Knaller sei.

### Auszeichnungen
Saturn Award 2016
- Nominierung in der Kategorie bester Fantasyfilm
- Nominierung in der Kategorie beste Hauptdarstellerin für Blake Lively